# Réserve naturelle géologique de Haute-Provence
La réserve naturelle nationale géologique de Haute-Provence (RNN73) est une réserve naturelle nationale située en région Provence-Alpes-Côte d'Azur. 
Classée en 1984, elle occupe une surface de 269,316 hectares répartis sur 18 sites des Alpes-de-Haute-Provence et du Var. Située entre le Verdon et la Durance, c'est un territoire labellisé pour la diversité de ses paysages, témoins du passé géologique de ce massif et de la Terre. C'est la plus grande réserve de ce type en Europe.

## Localisation
Le territoire de la réserve naturelle est formé de 18 sites riches en fossiles ou en affleurements pour une surface cumulée de 269,316 hectares sur les communes de 
Barles, Barrême, Beynes, Chaudon-Norante, Clumanc, Digne-les-Bains, Entrages, Hautes-Duyes, La Javie, La Robine-sur-Galabre, Saint-Lions, Senez et Tartonne.
Il est complété par un périmètre de protection qui réglemente l'extraction de fossiles et qui s'étend sur 52 communes des Alpes-de-Haute-Provence et sur 7 du Var. La superficie de la zone protégée représente plus de 2 300 km2 et concerne les communes de Aiglun, Angles, Archail, Authon, Auzet, Barles, Barras, Barrême, Beaujeu, Beynes, Blieux, Bras-d'Asse, Le Brusquet, Castellane, Le Castellard-Mélan, Le Chaffaut, Champtercier,  Châteauredon, Chaudon-Norante, Clumanc, Digne-les-Bains, Draix, Entrages, Estoublon, Hautes-Duyes, La Javie, Lambruisse, Majastres, Mallemoisson, Marcoux, Mézel, Mirabeau, Montclar, Moriez, Moustiers-Sainte-Marie, La Palud-sur-Verdon, Prads-Haute-Bléone, La Robine-sur-Galabre, Rougon, Saint-André-les-Alpes, Saint-Geniez, Saint-Jacques, Saint-Julien-d'Asse, Saint-Lions, Selonnet, Senez, Seyne-les-Alpes, Tartonne, Thoard, Verdaches, Vergons et Le Vernet pour les Alpes-de-Haute-Provence ; pour le Var, les communes de Bargème, Brénon, Le Bourguet, Châteauvieux, Comps-sur-Artuby, La Martre et Trigance.

## Histoire du site et de la réserve

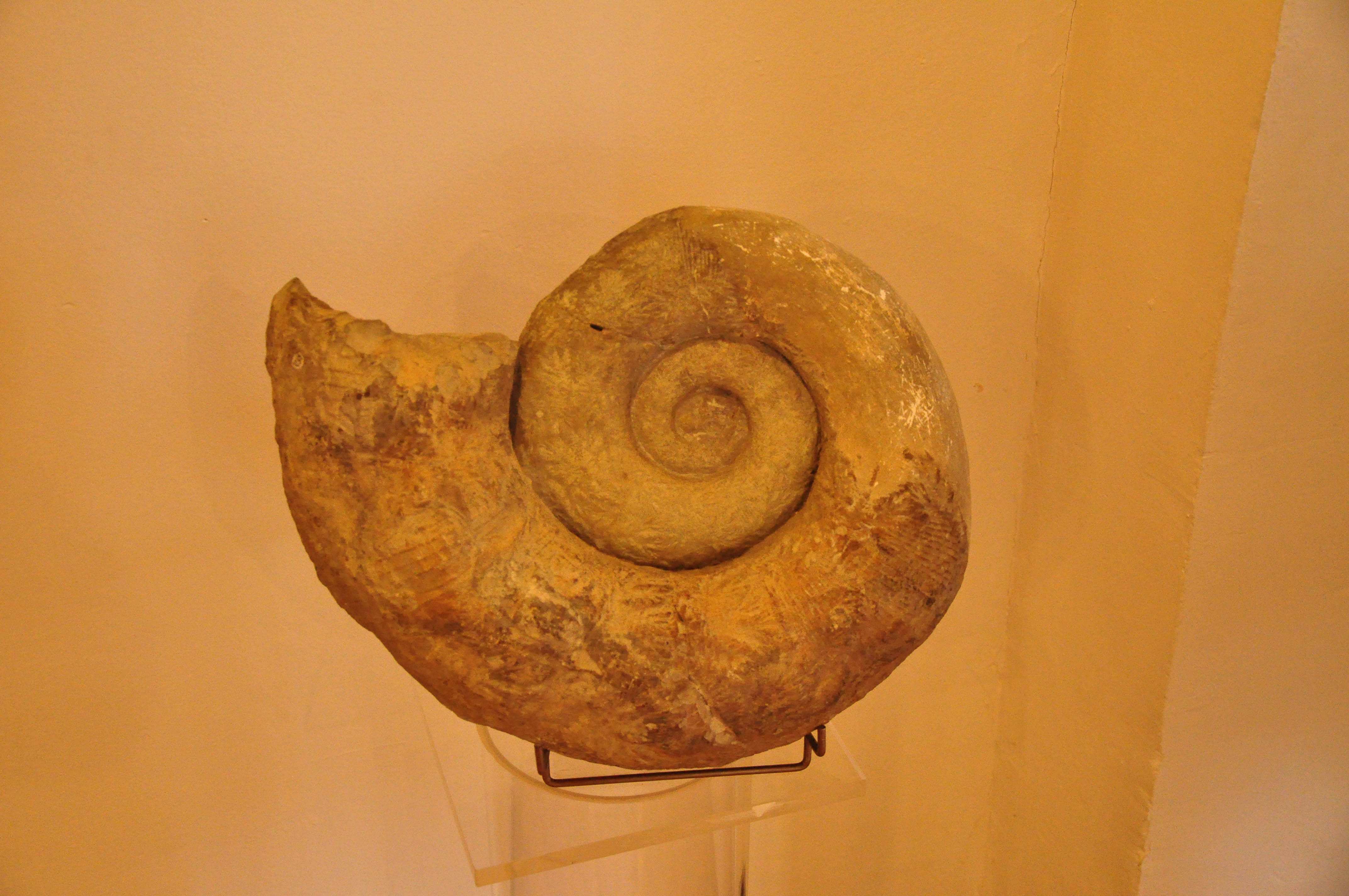
Ammonite de la réserve géologique de Haute-Provence exposée au musée de Digne-les-Bains

Il y a 130 millions d’années, des ammonites géantes se développant sur plus d'un mètre avaient colonisé l'océan qui recouvrait alors cette région des Préalpes.

## Patrimoine géologique
Ces fossiles sont à découvrir, soit au musée de la réserve géologique de Haute-Provence, soit in situ sur des sites géologiques aux couches plissées et fracturées.
Le site le plus renommé est la dalle à ammonites, sur la RD 900 à 1,5 km au nord de Digne-les-Bains. Inclinée à 60°, elle présente environ 1 500 ammonites dont 90 % sont de l'espèce Coroniceras Multicostatum datant du Sinémurien (Jurassique inférieur). Ces ammonites peuvent atteindre un diamètre de 70 cm. On peut également apercevoir des nautiles, des bélemnites, des pectens et d'autres bivalves. On estime l'épaisseur du dépôt à 20 cm, mis en place sur une période d'environ 100 000 ans.

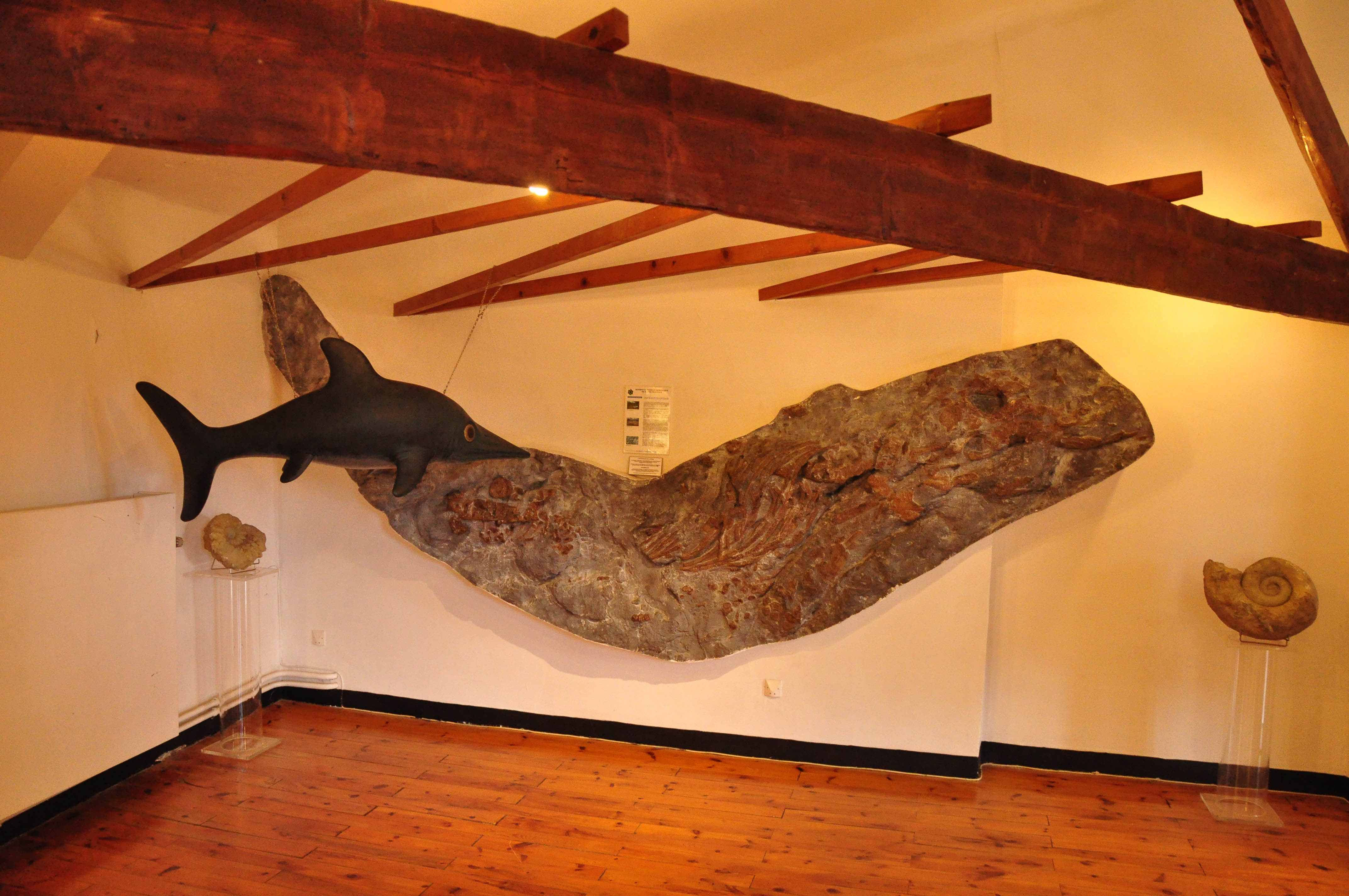
L'ichtyosaure de la Robine

L'ichtyosaure de la Robine, exposé au musée de Digne, vivait au Toarcien supérieur, il y a environ 185 millions d’années. Ce reptile marin a été enfoui très rapidement ce qui a limité sa décomposition. Sa conservation est due à des conditions paléogéographiques favorables avec le basculement de blocs liés au rifting qui accompagna l’ouverture de l'océan liguro-piémontais.

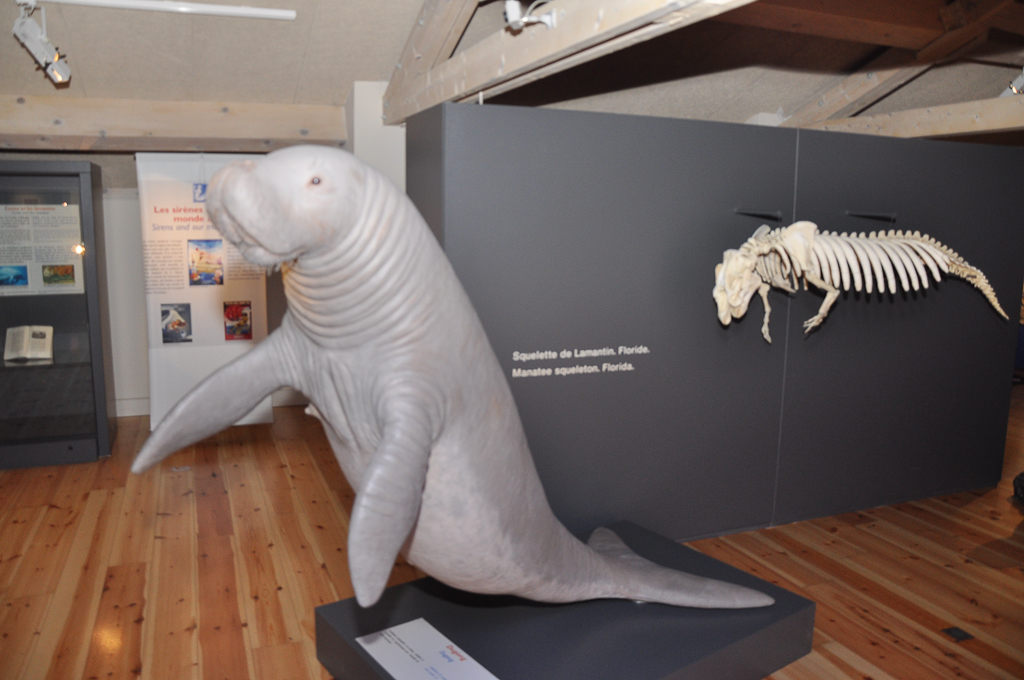
Sirénien de Castellane.

À Castellane, le musée de la Maison Nature et Patrimoine permet une remontée dans le temps de 40 millions d'années. Un mer chaude recouvrait alors cette partie des Alpes de Haute-Provence et était peuplée de mammifères marins, les siréniens. Connus aussi sous le nom de vaches marines, puisqu'ils se nourrissent d'algues et de plantes aquatiques, ils ont donné naissance à l'antique mythe des sirènes.

Différentes ammonites en provenance de la réserve géologique
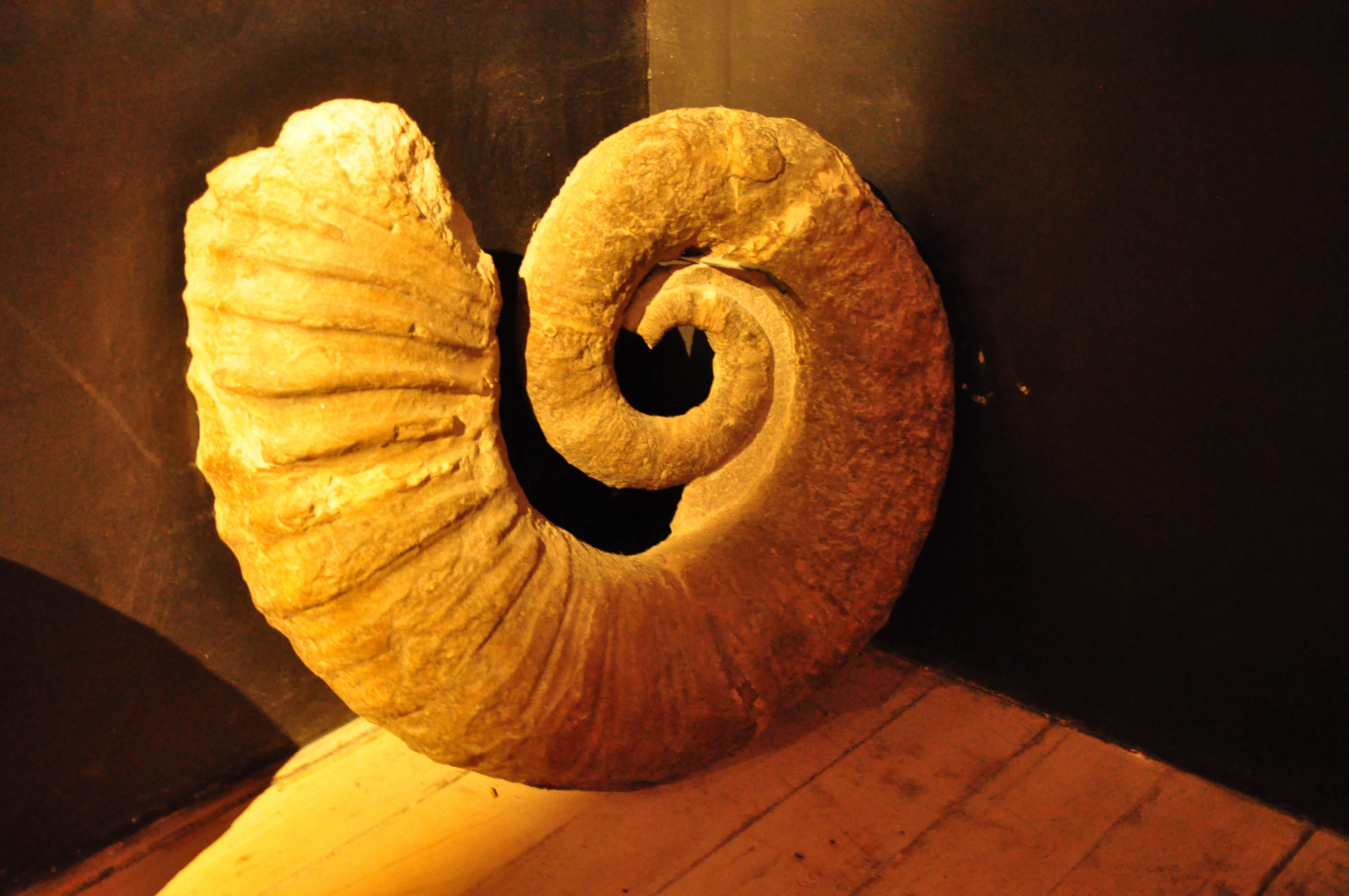
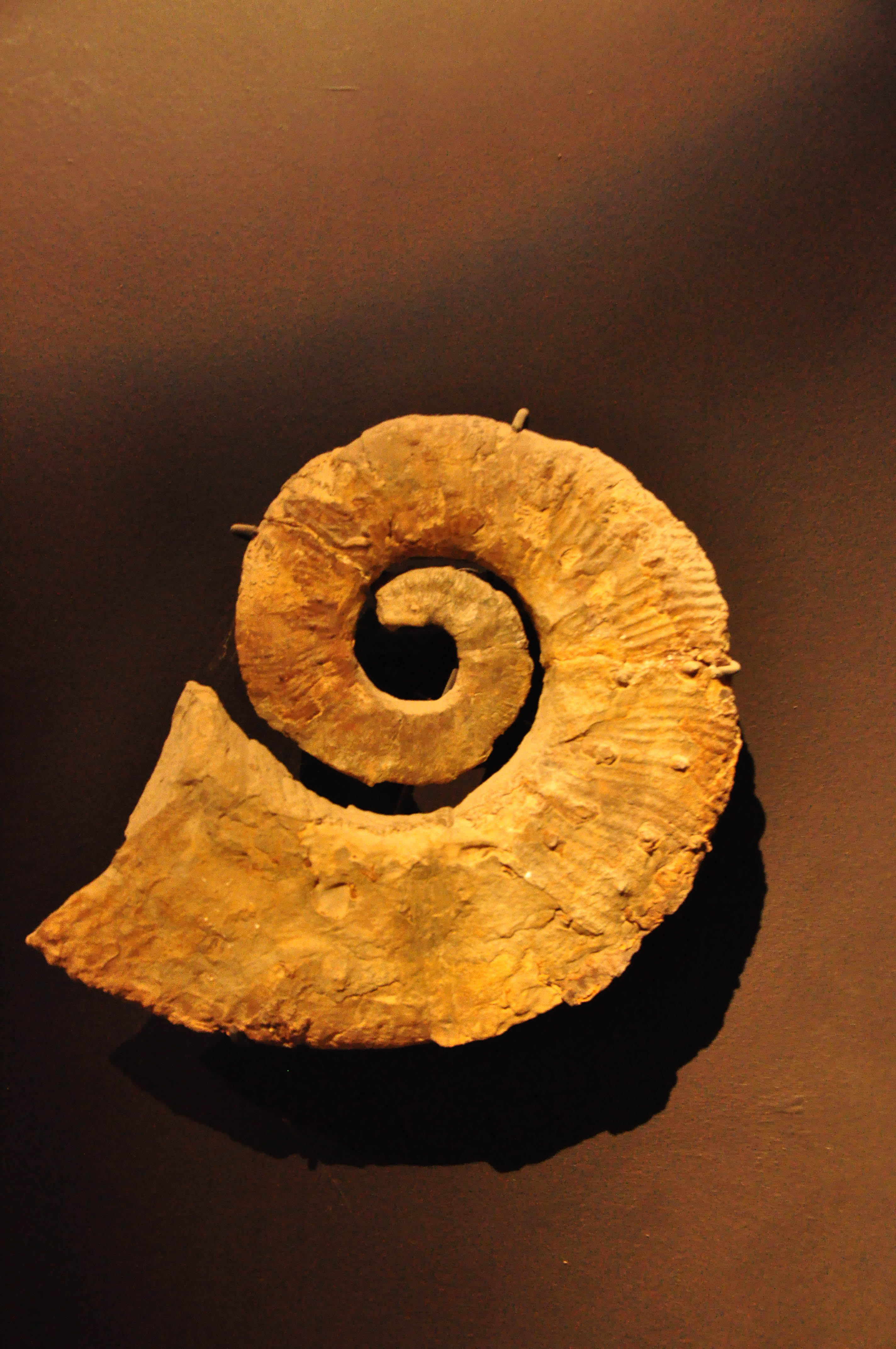
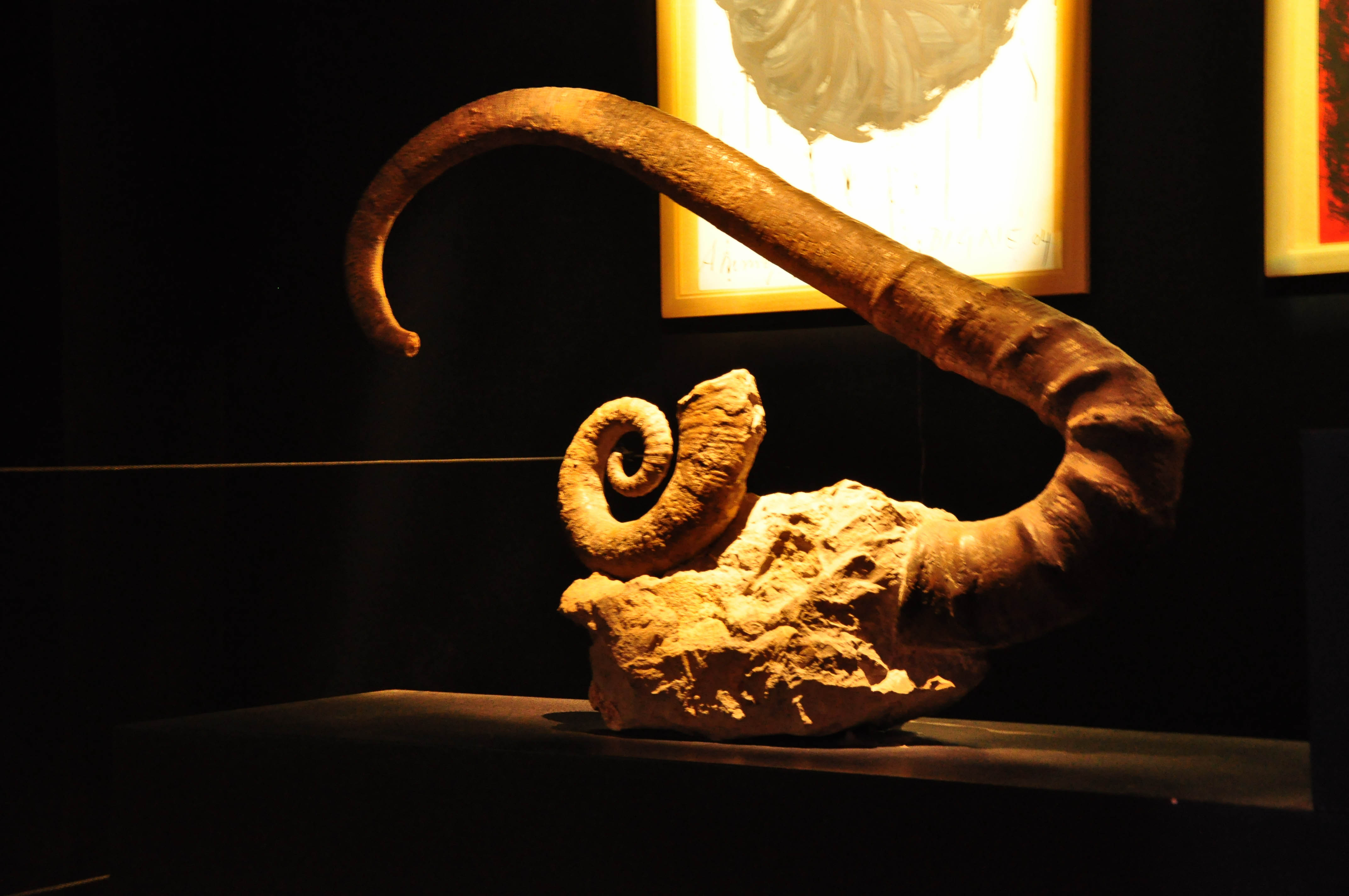

## Intérêt touristique et pédagogique
Les musées de Castellane, Sisteron et Digne-les-Bains proposent une liste des circuits de découverte balisés accessibles à tous. 

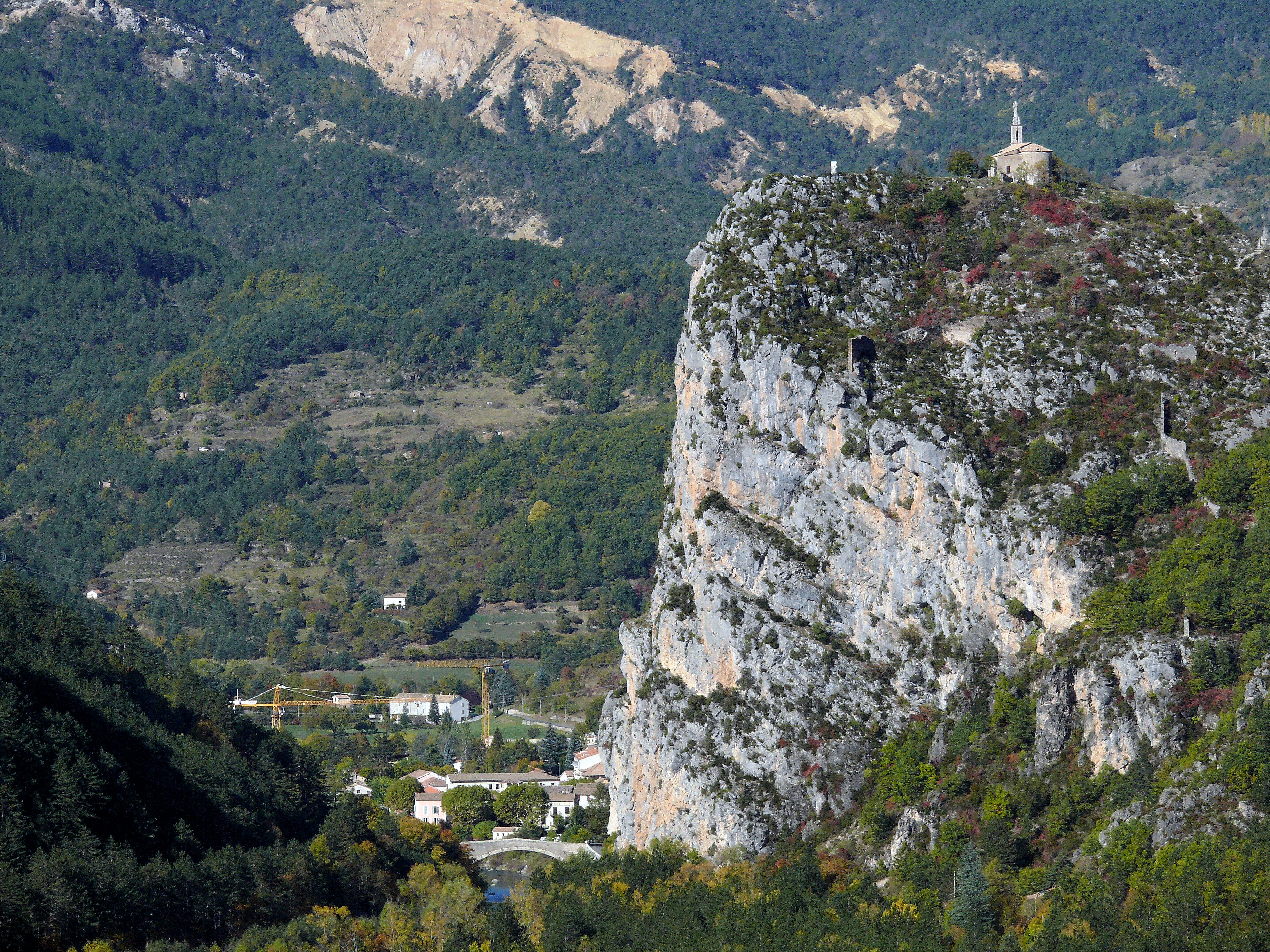
Le roc de Castellane.
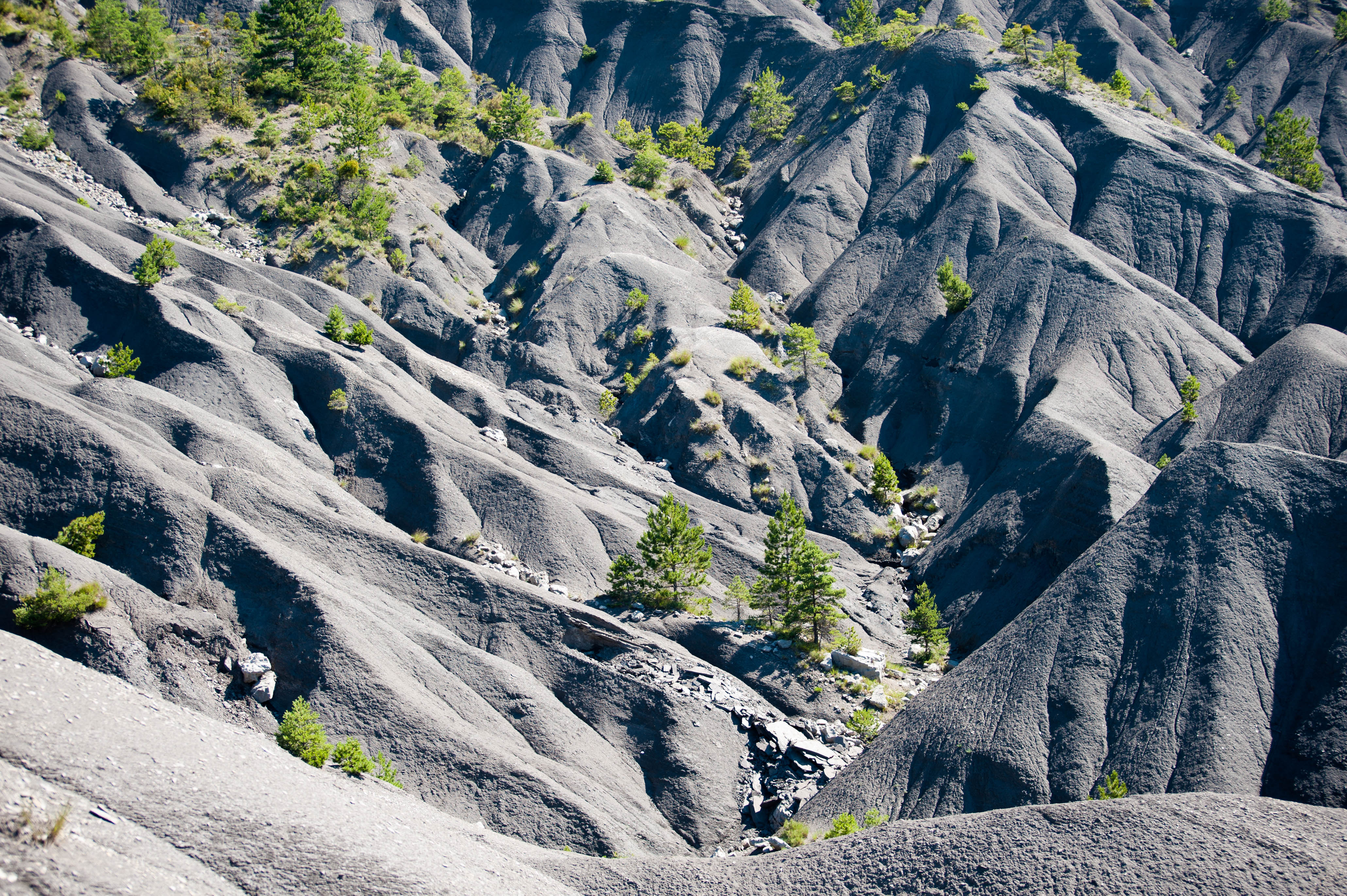
Adret de l'Escure à Digne-les-Bains.
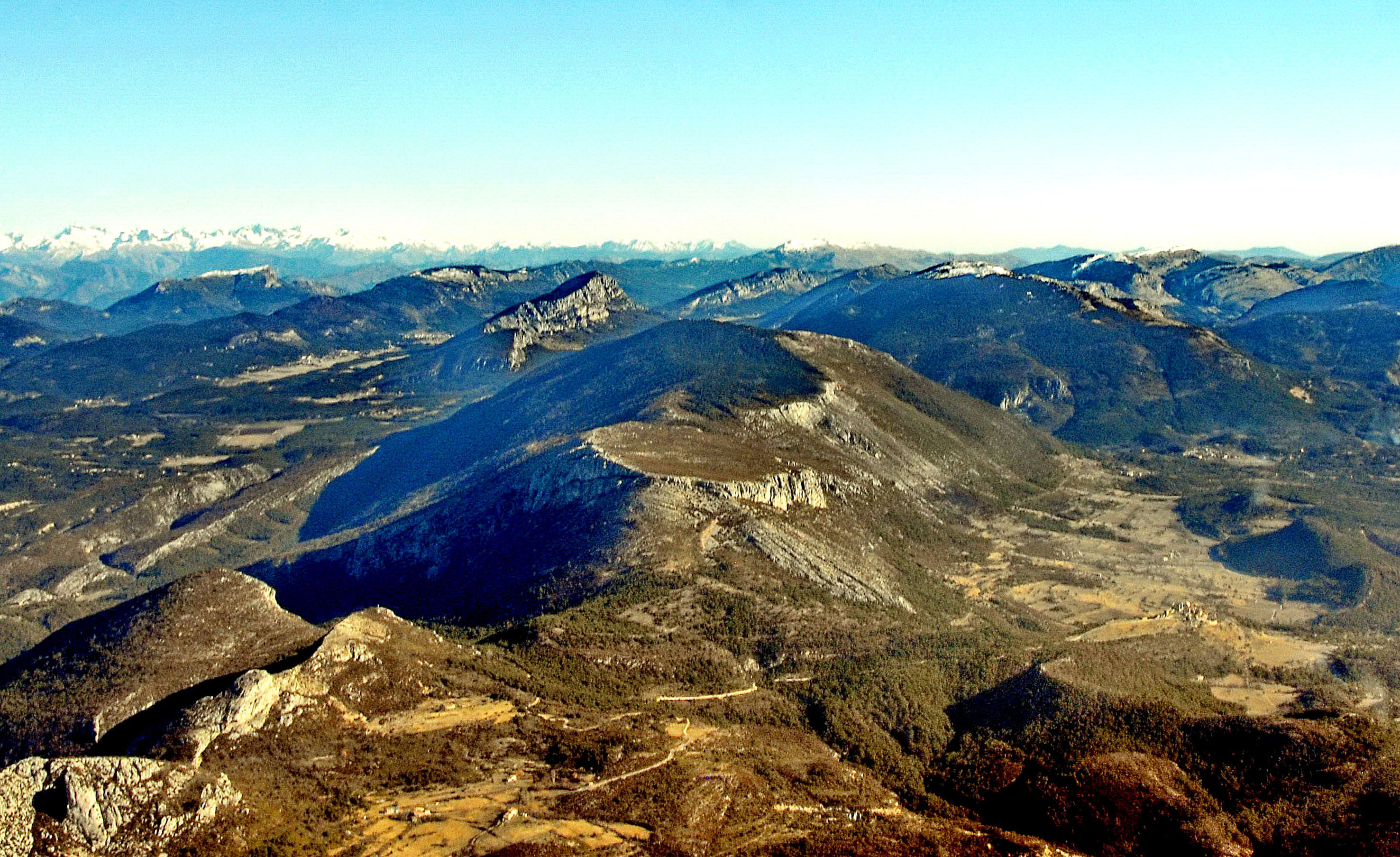
Montagne du Brouis à Bargème.

## Administration, plan de gestion, règlement

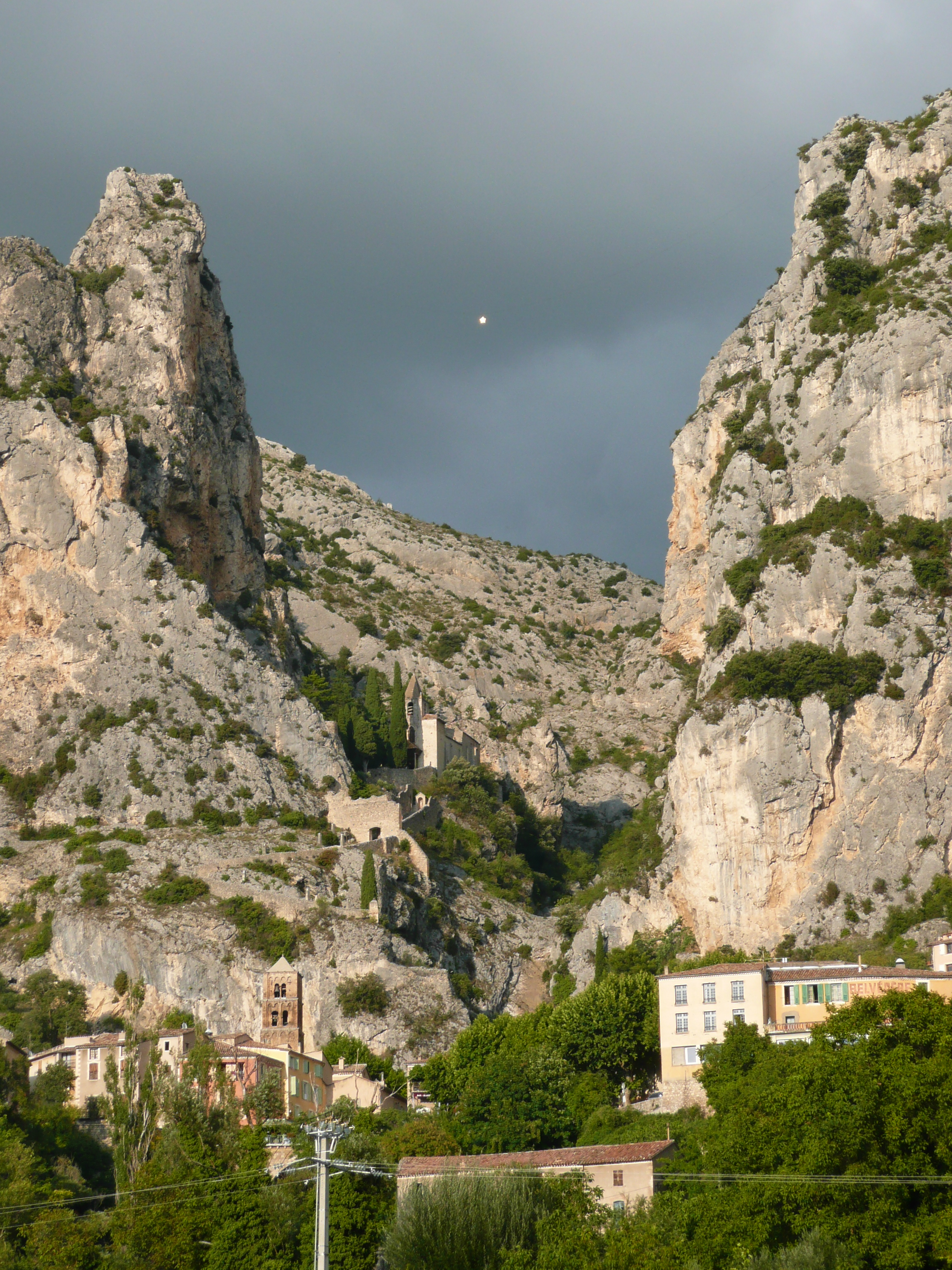
Moustiers-Sainte-Marie.

Anciennement gérée par l'Association pour la gestion de la réserve géologique de Haute Provence (loi de 1901), créée en 1984, la réserve naturelle est à présent gérée par le  Conseil général des Alpes-de-Haute-Provence.
La réglementation interdit l'extraction et le ramassage de toute forme fossile. Seul le ramassage des pièces dégagées naturellement est toléré, mais en quantité limitée. C'est un territoire labellisé géoparc par l'UNESCO et affilié au réseau mondial des Géoparcs, elle est membre fondateur du Réseau européen des Géoparcs.

### Outils et statut juridique
La réserve naturelle a été créée par un décret du 31 octobre 1984.